# Босацький Володимир Михайлович
Босацький Володимир Михайлович (23 грудня 1936, с. Долина — 20 лютого 2005, м. Івано-Франківськ) — видатний лікар акушер-гінеколог, організатор охорони здоров'я та науковець Івано-Франківщини, ініціатор створення і перший директор Прикарпатського центру репродукції людини.

## Ранні роки

Генеалогічне дерево родини Босацьких

Народився 23 грудня 1936 р. в селі Долина на Івано-Франківщині у селянській родині Михайла і Євдокії Босацьких і був наймолодшою, дев'ятою дитиною у родині, мав брата-близнюка Ярослава. В умовах приватної власності родина жила досить заможно, але після колективізації матеріальне становище стало вкрай важким.
Навчався у середній школі сусіднього села Олеша. По закінченню школи у 1954 р. Володимир Босацький вступив на лікувальний факультет Станіславського державного медичного інституту, який закінчив у 1960 р.. Студентом одружився з однокурсницею Орисею Вітовською, з якою прожив усе життя. Вони виховали двійко дітей, які продовжили справу батька — син Ярослав Босацький нині керує Прикарпатським державним центром репродукції людини, а донька Галина Босацька (Самотовка) є лікарем Калуської центральної районної лікарні.
Для Володимира Михайловича сімейні цінності і традиції були невід'ємною частиною життя. Як він писав у своїх спогадах: «В селі залишився з батьками найстарший брат Євстахій, решта виїхали. Тричі на рік на Різдво, Великдень і Покрову вся сім′я збиралася у батьків — винятку не бувало. А найбільше нас об'єднувала пісня».
Родинні традиції зберігаються і до сьогодні. Щороку вся велика родина — діти, внуки, правнуки — у першу суботу липня збирається в с. Долина біля старого будиночку в якому колись жили батьки Володимира Босацького.

## Професійна діяльність

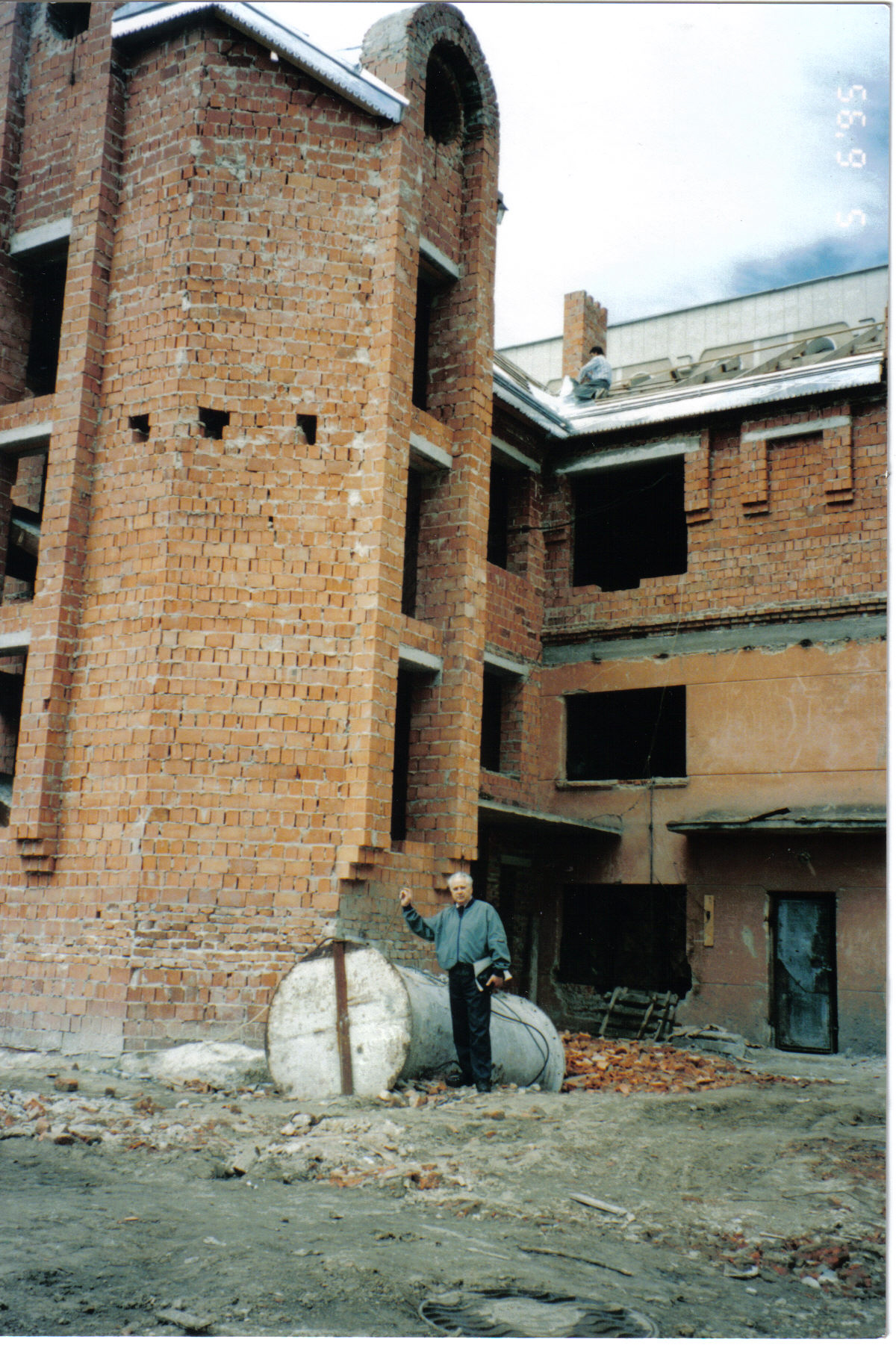
Володимир Босацький на будівництві Прикарпатського центру репродукції людини

Все своє професійне життя Володимир Михайлович присвятив управлінню системою охорони здоров'я матері і дитини. Одразу після закінчення інституту був направлений на роботу в Чернелицьку дільничну лікарню Городенківського району, Івано-Франківської області на посаду лікаря акушер-гінеколога. Вже за рік, 1961 р. — очолив цю лікарню.
У березні 1964 р. — переведений на посаду лікаря акушер-гінеколога Городенківської районної лікарні, а уже в травні призначений на посаду районного акушер-гінеколога Городенківського району.
Володимир Босацький з самого початку своєї професійної діяльності проявляв організаторські здібності, що було високо оцінено керівниками охорони здоров'я області.
У 1967 р. В. Босацький був призначений на посаду заступника головного лікаря Городенківського району по лікувальній роботі.
У 1971 р. — переведений на посаду лікаря акушер-гінеколога Городенківської районної лікарні, а від 1972 р. — районний акушер гінеколог Городенківського району.
Подальше становлення Володимира Босацького, як організатора охорони здоров'я відбувалося у Коломийському районі Івано-Франківської області. У жовтні 1973 р. був призначений головним лікарем Коломийського пологового будинку, який очолював 4 роки.
У 1974 р. отримав вищу кваліфікаційну категорію зі спеціальності «акушерство і гінекологія».
У 1975 р. захистив кандидатську дисертацію в Чернівецькому медичному інституті.
Володимир Михайлович з молодих років цікавився не тільки практичною лікарською діяльністю, але і науковою. Саме тому у 1977 р. він залишив престижну посаду головного лікаря та подав документи на конкурс, оголошений Вченою радою Івано-Франківського медичного інституту, по заміщенню вакантної посади асистента кафедри акушерства і гінекології. Працював на кафедрі з січня 1978 р. по грудень 1979 р.. Через політичні погляди був змушений залишити викладацьку діяльність.
На початку 1980 р. В. Босацький повернувся у Коломийський пологовий будинок, де працював спочатку ургентним лікарем, за декілька місяців очолив гінекологічне відділення, а ще за рік знову був призначений головним лікарем Коломийського пологового будинку. За його керівництва в Коломиї збудовано новий пологовий будинок, відкрито друге гінекологічне відділення.
З січня 1984 р. переведений на посаду головного лікаря Тлумацького району Івано-Франківської області.

У 1986 р. переведений на посаду головного акушер-гінеколога обласного управління охорони здоров'я Івано-Франківської області,

Прикарпатський центр репродукції людини (стаціонар)

, а 1989 р. призначений провідним спеціалістом з акушерства та гінекології Івано-Франківської області.
Наприкінці 1990 р. В. Босацький очолив фізіологічне відділення № 2 пологового будинку м. Івано-Франківська, а згодом гінекологічне відділення № 3.
Організував та очолив Прикарпатський центр репродукції людини — спеціалізований лікувально-профілактичний заклад для діагностики і лікування всіх видів неплідності. Працював на посаді директора центру з 1 червня 1993 р..
Центр розпочинав свою роботу як філія Українського Державного центру діагностики і реабілітації репродуктивної функції людини на базі гінекологічного відділення пологового будинку. 
1995 р. згідно з наказом МОЗ України на базі філії утворено Прикарпатський центр репродукції людини як самостійну державну медичну одиницю.
Першим приміщенням центру було поліклінічне відділення при вул. Чорновола, а 1999 р. за участю Президента України Леоніда Кучми відбулися урочистості з нагоди здачі в експлуатацію лікувального корпусу медичного закладу. До структури закладу входять денний стаціонар на 40 ліжок та поліклініка.

Відкриття Прикарпатського центру репродукції людини

Вперше на Прикарпатті впровадив лапароскопію в гінекологічну практику.    

## Наукова робота
Наукову роботу розпочав у 1970 р..
У 1975 р. захистив кандидатську дисертацію на тему: «Лікування хронічних запальних захворювань жіночих статевих органів підсадками консервованої хоріальної тканини ранніх термінів вагітності»
Запропонований у дисертації новий метод лікування зареєстровано Державним комітетом по винахідництву, про що видано Авторське свідоцтво на винахід № 1804851 і патент на Російську Федерацію, зареєстрований 29.11.1993 р. На підставі вказаного Патенту в 1997 р. одержав Патент на Україну № 13230 «Спосіб лікування хронічних запальних захворювань внутрішніх жіночих статевих органів».

### Суть винаходу
У гінекологічній практиці широко використовується екстракт плаценти, як біостимулятор. Відомо, що в зрілій плаценті і в хоріальній тканині ранніх термінів вагітності вміст біологічно активних речовин неоднаковий. Так, вміст нуклеїнових кислот найбільш високий в хоріоні ранніх термінів вагітності (6 — 12 тижнів), а активність моноаміноксидази в зрілій плаценті значно нижча, ніж в хоріальній тканині. Вміст сульфгідрильних груп, вітаміну С, полісахаридів, глюкопротеїдів, хоріонгонадотропіну, мікроелементів в хоріоні ранніх термінів вагітності значно вищий, ніж у зрілій плаценті. Проаналізувавши різницю у вмісті біологічно активних речовин, Володимир Босацький передбачив, що застосування хоріальної тканини ранніх термінів вагітності (6 — 12 тижнів) матиме більш виражений терапевтичних ефект, ніж застосування зрілої плаценти.
В. М. Босацький проводив експериментальне дослідження на тваринах (крільчихах). Клінічні спостереження над 150 жінками, хворими на запальні захворювання внутрішніх статевих органів, свідчили про високий терапевтичний ефект підсадок консервованої хоріальної тканини.
Проте, методика підсадок хоріальної тканини мала певні недоліки, а саме: складність дозування та неможливість тривалого зберігання. Тому В. Босацький запропонував виготовити з цільної хоріальної тканини ампульований препарат — екстракт хоріону. За апробованою методикою виготовлення екстракту плаценти створено новий препарат «екстракт хоріону». Хоріальну тканину отримували від здорових обстежених вагітних жінок після проведення артифіціальних абортів в терміні вагітності 6 — 12 тижнів. Одержану хоріальну тканину відмивали від згустів крові в фізіологічному розчині і в скляному посуді зберігали 7 діб при температурі + 2° С — + 4° С. Після консервації в холодових умовах хоріальну тканину зберігали в замороженому стані до моменту використання.

## Громадська діяльність
Делегат VII Міжнародного конгресу акушер-гінекологів (Москва, 1973 р.), двох Всесоюзних з'їздів акушер-гінекологів (1975, 1983 рр.), всіх республіканських з'їздів України. Брав участь у наукових конференціях та з'їздах з питань акушерсько-гінекологічної допомоги.
Нагороджений значком «Відмінник охорони здоров'я», численними грамотами.
Доцент кафедри акушерства та гінекології Івано-Франківської медичної академії з 25 грудня 1995 р..
Автор 14 наукових праць.
Брав активну участь у Коломийській народній самодіяльній чоловічій хоровій капелі медичних працівників та в народній аматорській чоловічій хоровій капелі «Сурма» Івано-Франківського національного медичного університету.
Володимир Босацький помер 20 лютого 2005 р. та похований на міському кладовищі Івано-Франківська в с. Чукалівка.

## Пам'ять

Меморіальна дошка Босацькому В.М. на будівлі лікарської амбулаторії с. Долина

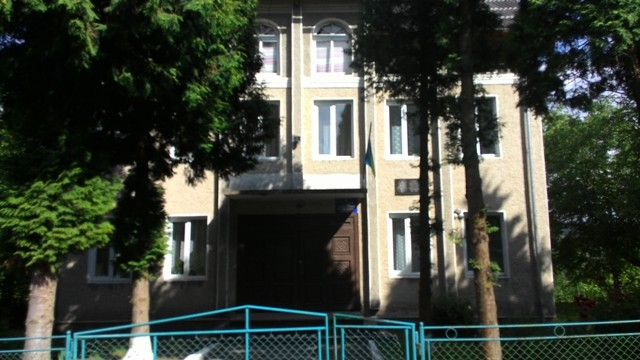
Лікарська амбулаторія с. Долина

У рідному селі Долина встановлено меморіальну таблицю на амбулаторії, яка була відкрита за сприяння Володимира Босацького. 
  
У рамках програми «Івано-Франківськ – місто героїв», на фасаді будинку в якому розміщений стаціонар Прикарпатського центру репродукції людини (м. Івано-Франківськ, вул. Чорновола), 22 грудня 2015 р., встановлено анотаційну дошку Володимиру Босацькому.   